# كسوف الشمس في 8 أبريل 1652
 حدث كسوف كلي للشمس في 8 أبريل ، طراز جديد (NS) ، 1652 ، يوم الاثنين. في المصادر البريطانية المعاصرة، يتم سرد التاريخ بالتناوب في 29 مارس 1652 بعد النمط القديم (OS) حيث لم تعتمد بريطانيا العظمى التقويم الميلادي بحلول ذلك الوقت. مؤلفو القرن التاسع عشر عدّلوا التاريخ حتى 25 مارس NS ، 1652 بحيث انخفض أيضًا يوم الاثنين  ، ولكن قبل أسبوعين بالضبط من كسوف الشمس! بالمناسبة كان البدر وفي نهاية ليلة 25 مارس NS ، أي يوم الاثنين 15 مارس OS ، حدث خسوف للقمر مما تسبب في ارتباك محتمل للمؤرخين. يحدث الكسوف الشمسي عندما يمر القمر بين الأرض والشمس، وبالتالي يحجب صورة الشمس كليًا أو جزئيًا لمشاهد على الأرض. يحدث كسوف كلي للشمس عندما يكون قطر القمر أكبر من قطر الشمس، مما يحجب جميع أشعة الشمس المباشرة ، ويحول النهار إلى ظلام. يحدث الكلي في مسار ضيق عبر سطح الأرض ، مع كسوف جزئي للشمس مرئي على المنطقة المحيطة بعرض آلاف الكيلومترات. تقاطع مسار الكلي الجزر البريطانية ، وكذلك المرور قبالة الساحل الغربي للنرويج .